# S-Bahn van Hamburg
De S-Bahn van Hamburg is een voorstads- en regionaal spoorwegnet, in de Duitse deelstaat Hamburg. Sommige lijnen rijden tot in Sleeswijk-Holstein en Nedersaksen. Er zijn gemiddeld driekwart miljoen reizigers per dag.
Het volledig operationeel worden van het traject Blankenese-Ohlsdorf op 29 januari 1908
wordt als officiële start van de Hamburgse S-Bahn beschouwd. Nochtans wordt de benaming S-Bahn pas sinds 1934 gebruikt.
Thans gebeurt de uitbating door de S-Bahn Hamburg GmbH, een dochteronderneming van de Duitse Spoorwegen (Deutsche Bahn AG). De S-Bahn maakt ook deel uit van het Hamburger Verkehrsverbund (HVV) die het gehele openbare vervoer in en om Hamburg coördineert.

## Net
Het net is 144 km lang en heeft 68 stations en haltes. Bijzonderste kenmerk van het net is de dubbele verbinding in het centrum tussen het spoorwegstation van Altona en het hoofdstation (Hamburg Hauptbahnhof), namelijk een ondergrondse lijn, City-S-Bahn genoemd, via Landungsbrücken (lijnen 1,2 en 3); en een bovengronds traject, dat de gewone spoorverbindingslijn tussen beide stations volgt via Station Hamburg Dammtor (lijnen 11, 21 en 31).
De voormalige lijnen S4, S5 en S6 worden thans als regionalbahn aangeduid, omdat zij met locomotieven worden bediend in plaats van motorstellen.
De basisfrequentie is om de 10 minuten, 's morgens vroeg en 's nachts om de 20 minuten, zo ook op enkele trajecten in het buitengebied. Door de combinatie van lijnen in het centrum is de frequentie daar nog hoger. De nachten voor een werkdag is er geen verkeer tussen 1 en 4 uur 's morgens.

### Trajecten
| Lijn | Eindstations                                             | Stopplaatsen | Lengte            | Reistijd     |
| ---- | -------------------------------------------------------- | --- | ----------------- | ------------ |
|      | Wedel – Hamburg Airport (Flughafen) / − Poppenbüttel     | Wedel – Rissen – Sülldorf – Iserbrook – Blankenese – Hochkamp – Klein Flottbek (Botanischer Garten) – Othmarschen – Bahrenfeld – Altona – Königstraße – Reeperbahn – Landungsbrücken – Stadthausbrücke – Jungfernstieg – Hauptbahnhof – Berliner Tor – Landwehr – Hasselbrook – Wandsbeker Chaussee – Friedrichsberg – Barmbek – Alte Wöhr (Stadtpark) – Rübenkamp (City Nord) – Ohlsdorf – (eerste drie rijtuigen:) Hamburg Airport (Flughafen) / (achterste drie rijtuigen:) Kornweg (Klein Borstel) – Hoheneichen – Wellingsbüttel – Poppenbüttel | 41,8 km / 38,6 km | 64/72 min    |
|      | Blankenese – Ohlsdorf (– Poppenbüttel) (enkel spitsuren) | Blankenese – Hochkamp – Klein Flottbek (Botanischer Garten) – Othmarschen – Bahrenfeld – Altona – Königstraße – Reeperbahn – Landungsbrücken – Stadthausbrücke – Jungfernstieg – Hauptbahnhof – Berliner Tor – Landwehr – Hasselbrook – Wandsbeker Chaussee – Friedrichsberg – Barmbek – Alte Wöhr (Stadtpark) – Rübenkamp (City Nord) – Ohlsdorf (– Kornweg (Klein Borstel) – Hoheneichen – Wellingsbüttel – Poppenbüttel) | 32,9 km           | 55 min       |
|      | Altona – Bergedorf (enkel spitsuren)                     | Altona – Königstraße – Reeperbahn – Landungsbrücken – Stadthausbrücke – Jungfernstieg – Hauptbahnhof – Berliner Tor – Rothenburgsort – Tiefstack – Billwerder-Moorfleet – Mittlerer Landweg – Allermöhe – Nettelnburg – Bergedorf | 22,3 km           | 34 min       |
|      | Elbgaustraße – Aumühle                                   | Elbgaustraße – Eidelstedt – Stellingen – Langenfelde – Diebsteich – Holstenstraße – Sternschanze – Dammtor – Hauptbahnhof – Berliner Tor – Rothenburgsort – Tiefstack – Billwerder-Moorfleet – Mittlerer Landweg – Allermöhe – Nettelnburg – Bergedorf – Reinbek – Wohltorf – Aumühle | 35,8 km           | 50 min       |
|      | Pinneberg – Stade                                        | Pinneberg – Thesdorf – Halstenbek – Krupunder – Elbgaustraße – Eidelstedt – Stellingen – Langenfelde – Diebsteich – Altona – Königstraße – Reeperbahn – Landungsbrücken – Stadthausbrücke – Jungfernstieg – Hauptbahnhof – Hammerbrook (City Süd) – Veddel (BallinStadt) – Wilhelmsburg – Harburg – Harburg Rathaus – Heimfeld – Neuwiedenthal – Neugraben – Fischbek – Neu Wulmstorf – Buxtehude – Neukloster – Horneburg – Dollern – Agathenburg – Stade                                                                                           | 75,3 km           | 100 min      |
|      | Altona – Berliner Tor / – Harburg-Rathaus (– Neugraben)  | Altona – Holstenstraße – Sternschanze – Dammtor – Hauptbahnhof – (in de daluren:) Berliner Tor, anders:) Hammerbrook (City Süd) – Veddel (BallinStadt) – Wilhelmsburg – Harburg – Harburg Rathaus (enkel in de spitsuren: – Heimfeld – Neuwiedenthal – Neugraben) | 28,6 km           | 13/26/36 min |

## Elektrische tractie
Vanaf de officiële start van de Hamburgse S-Bahn, op 29 januari 1908 wordt uitsluitend elektrische tractie gebruikt. Thans wordt - als enige Duitse S-Bahn - zowel met 1200 volt gelijkspanning uit een naastliggend stroomspoor als met 15000 volt wisselspanning uit een bovenleiding, als tractie gewerkt.